# Northern Channel Islands
Le Northern Channel Islands  sono le quattro isole che compongono il gruppo più settentrionale delle Channel Islands.
Esse sono Anacapa, San Miguel, Santa Cruz e Santa Rosa.
Anacapa fa parte della contea californiana di Ventura, mentre le rimanenti tre isole fanno parte della contea di Santa Barbara.
L'isola più grande è Santa Cruz (250 km²), la più piccola Anacapa (3 km²). L'unica popolazione dell'intero gruppo è costituita dai guardacoste del parco naturale.